# Helius (Helius) mesorhynchus
Helius (Helius) mesorhynchus is een tweevleugelige uit de familie steltmuggen (Limoniidae). De soort komt voor in het Australaziatisch gebied.